# Horacio Rosatti
Horacio Daniel Rosatti (nascido em 11 de agosto de 1956) é um destacado advogado, jurista e político argentino, conhecido por sua trajetória de influência no cenário jurídico da Argentina.
Nomeado para a Suprema Corte de Justiça em 2016 pelo então presidente Mauricio Macri, sua indicação foi posteriormente ratificada pelo Senado argentino, consolidando sua posição como uma das principais figuras no poder judiciário do país.
Com uma carreira marcada pelo compromisso com a interpretação constitucional e o fortalecimento das instituições democráticas, Rosatti foi eleito por seus colegas para assumir a presidência da Suprema Corte em setembro de 2021, assumindo oficialmente o cargo em 1º de outubro do mesmo ano.
Sua liderança tem sido caracterizada por um foco em reformas judiciais e pela busca por maior transparência e eficiência no sistema judicial argentino.
Como político, Horacio Rosatti desempenhou um papel de destaque no cenário argentino pelo Partido Justicialista.
Entre 1995 e 1999, atuou como prefeito da cidade de Santa Fe, onde implementou políticas voltadas para o desenvolvimento urbano e social.
Posteriormente, ocupou o cargo de procurador do Tesouro da Nação de 2003 a 2004, demonstrando sua expertise em questões legais e financeiras de âmbito nacional.
Sua trajetória política culminou com sua nomeação como ministro da Justiça da Argentina pelo então presidente Néstor Kirchner, função que desempenhou de 2004 a 2005.
Durante esse período, Rosatti destacou-se pela condução de reformas judiciais importantes e pelo fortalecimento das instituições democráticas.

## Vida e educação precoce
Horacio Rosatti nasceu em 11 de agosto de 1956, na cidade de Santa Fe, Argentina. Formou-se em Direito pela Universidade Nacional do Litoral (UNL), onde demonstrou desde cedo sua vocação para a justiça e o direito público.
Sua busca contínua pelo conhecimento o levou a obter também o título de Doutor em História pela Pontifícia Universidade Católica da Argentina, destacando-se por sua pesquisa e profundidade em questões históricas e jurídicas.
Essa sólida formação acadêmica estabeleceu as bases para sua notável carreira no direito e na política argentina.
Entre 1999 e 2002, Horacio Rosatti ocupou o cargo de reitor da Faculdade de Direito da Universidade Católica de Santa Fe (UCSF), onde foi responsável por liderar iniciativas acadêmicas e fortalecer o prestígio da instituição no campo jurídico.
Paralelamente, destacou-se como professor, ministrando cursos de pós-graduação em direito constitucional e direito público provincial e municipal na Faculdade de Ciências Sociais e Judiciais da Universidade Nacional do Litoral (UNL).
Além disso, sua experiência acadêmica se estendeu a outras instituições de renome, como a Universidade Austral e a Universidade Nacional de Rosario, onde lecionou disciplinas voltadas ao direito constitucional e público no nível de pós-graduação.
Seu envolvimento no ensino superior consolidou sua reputação como uma referência acadêmica e jurista de destaque na Argentina.